# البريج (القدس)
البريج، قرية فلسطينية مهجرة، تقع إلى الجنوب الغربي لمدينة القدس. طرد اليهود سكانها في عام 1948 ودمروا بيوتهم.

## موقع القرية
تربط البريج دروب ممهدة بقرى زكريا، عجور، بيت جمال، دير أبان، دير رافات، سجد وخربة بيت فار. تبعد إلى الغرب من طريق زكريا– عرطوف المعبّدة قرابة 4 كم، وإلى الجنوب من خط سكك حديد يافا-القدس نحو 3 كم تقريبًا.
أقيمت البريج فوق رقعة متموجة من الأرض على ربوة ترتفع 250م عن مستوى سطح البحر. كما تمتدّ مباني القرية بين وادي عمورية في الشمال ووادي خلة البيارة في الجنوب، هذان الواديان هما المجرى الأعلى لوادي البيطار المتجه نحو وادي الصرار؛ يجري الوادي الأخير على مسافة 3 كم تقريبًا إلى الشمال من البريج. بنيت بيوت البريج من الإسمنت والحجر، اتّخذ مخططها شكلًا مبعثرًا، فامتدّ جزء من القرية فوق ربوة من الأرض في حين امتد جزء آخر فوق سفوحها وجزء ثالث عند أقدامها. توسّعت القرية في معظم الجهات على شكل محاور بمحاذاة الدروب المتفرعة منها حتى اقترب الشكل العام لمخطط القرية من شكل النجمة.

## احتلال القرية وتطهيرها عرقيًّا
احتلت البريج على الأرجح في المرحلة الأولى من عملية «ههار». حيث سقطت القرية بين 19- 24 تشرين الأول\ أكتوبر 1948، في أطار تحرك القوات الإسرائيلية للاستيلاء على بعض القرى في الجزء الجنوبي من ممر القدس.

## القرية اليوم
أصبح موقع القرية جزءًا من قاعدة عسكرية كبيرة اسمها «كناف شتايم» ( الجناح الثاني). كما سيجّت مساحة واسعة شيّد فيها برج مراقبة، ويحظر على الجمهور دخول الموقع.

## المستعمرات الإسرائيلية على أراضي القرية
في سنة 1955، أنشئت مستعمرة "سدوت ميخا [الإنجليزية]" على أراضي القرية، إلى الجنوب من موقعها.

## معرض صور

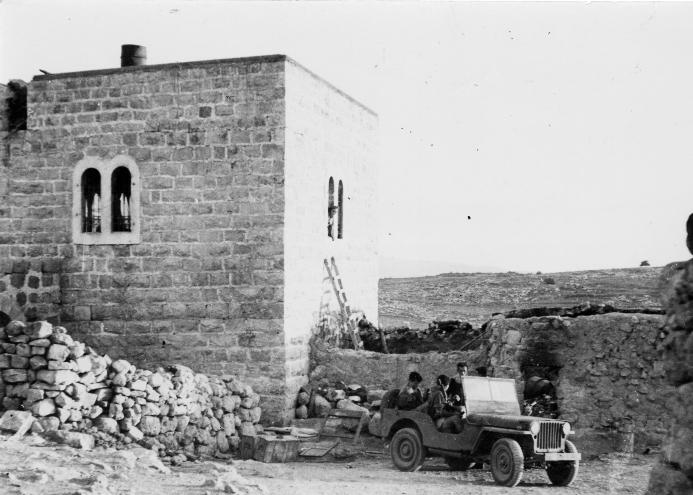
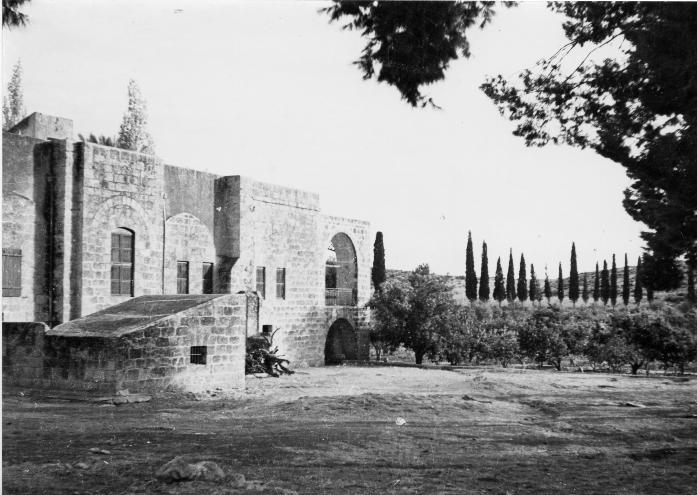
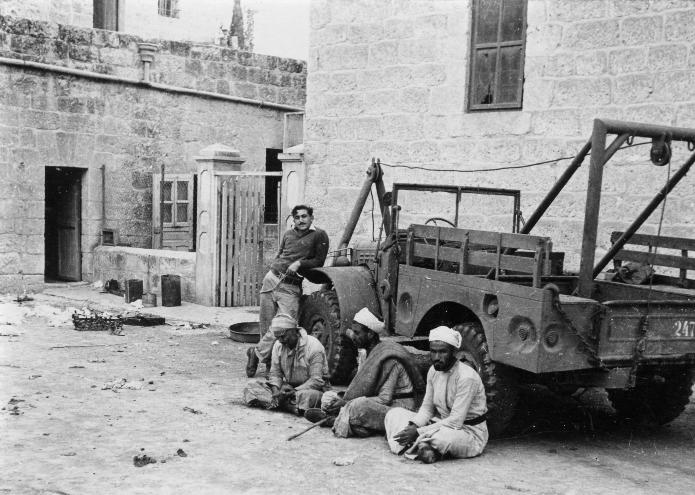
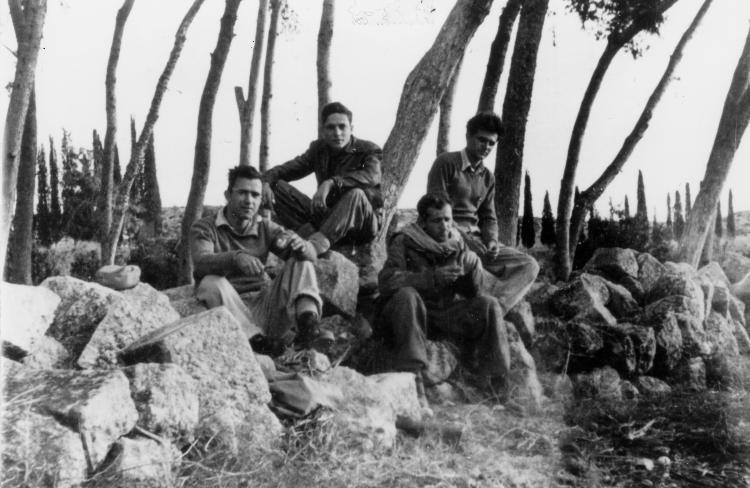